# Dear Friends VIII 筒美京平トリビュート
『Dear Friends VIII 筒美京平トリビュート』（ディア・フレンズ・エイト つつみきょうへい・トリビュート）は、岩崎宏美のカバー・アルバム。 2019年8月21日発売。発売元はテイチクエンタテインメント（インペリアルレコード）。 企画品番 TECI-1651

## 解説
- 『Dear Friends』シリーズの第8弾。本作では作曲家・筒美京平の作品だけをカヴァーしている。
- 『Dear Friends V』以来9年ぶりとなる、岩崎良美とのデュエット・ナンバーが収録された。

## 収録曲
- 全作曲：筒美京平、全編曲：上杉洋史

1. 東京ららばい
  - 作詞：松本隆
  - 原曲：中原理恵（1978年）
2. 雨だれ
  - 作詞：松本隆
  - 原曲：太田裕美（1974年）
3. 夜明けのMEW
  - 作詞：秋元康
  - 原曲：小泉今日子（1986年）
4. 真夏の出来事
  - 作詞：橋本淳
  - 原曲：平山三紀（1971年）
5. 女性
  - 作詞：有馬三恵子
  - 原曲：南沙織（1974年）
6. 雨がやんだら
  - 作詞：なかにし礼
  - 原曲：朝丘雪路（1970年）
7. 人魚
  - 作詞：NOKKO
  - 原曲：NOKKO（1994年）
8. にがい涙 with 岩崎良美
  - 作詞：安井かずみ
  - 原曲：ザ・スリー・ディグリーズ（1975年）
9. 恋人たち
  - 作詞：阿木燿子
  - 原曲：アルバム『恋人たち』収録。
10. センチメンタル・ブルー
  - 作詞：ちあき哲也
  - 原曲：BUZZ（1979年）